# 花園町
花園町（はなぞのまち）は、埼玉県の北西部に位置し、福寿草の生産で全国最大の出荷額を誇っていた人口1.27万の町。2006年（平成18年）1月1日に（旧）深谷市、岡部町、川本町と合併し、深谷市となった。

## 地理
地形は台地。秩父鉄道秩父本線が南東に横断、関越自動車道が南東部から南西部へ縦断。町西部を八高線が通過。
- 河川: 荒川

### 隣接していた自治体
- 深谷市（北東）
- 大里郡寄居町（北・西・南）
- 大里郡川本町（東）

## 歴史
- 町名の由来：寄居町末野に存在した戦国時代に藤田康邦が領有した「花園城」から。
- 江戸時代には、川越児玉往還と秩父往還の交わる小前田宿を中心に栄えた。
- 1889年（明治22年）4月1日：町村制施行により榛沢郡花園村が成立。
- 1896年（明治29年）3月29日：榛沢郡が幡羅郡、男衾郡とともに大里郡へ編入される。
- 1983年（昭和58年）6月1日：花園村が町制施行して花園町となる。
- 2006年（平成18年）1月1日：合併により深谷市となる。

## 行政
- 町長：柳雅己 2000年（平成12年）12月1日 - 2005年（平成17年）12月31日

## 経済

### 産業
- 産業人口
  - 第一次産業=13.4%
  - 第二次産業=36.8%
  - 第三次産業=49.8%

## 地域

### 町域
- 荒川・北根・黒田・永田・小前田・武蔵野村

### 健康
- 平均年齢：41.4歳（男=40.3歳、女=42.4歳）

### 教育
- 花園町立花園小学校
- 花園町立花園中学校

## 交通

### 鉄道路線
- 秩父鉄道
  - 秩父本線：永田駅 - 小前田駅

- 町内をJR八高線が通るが、駅はない。

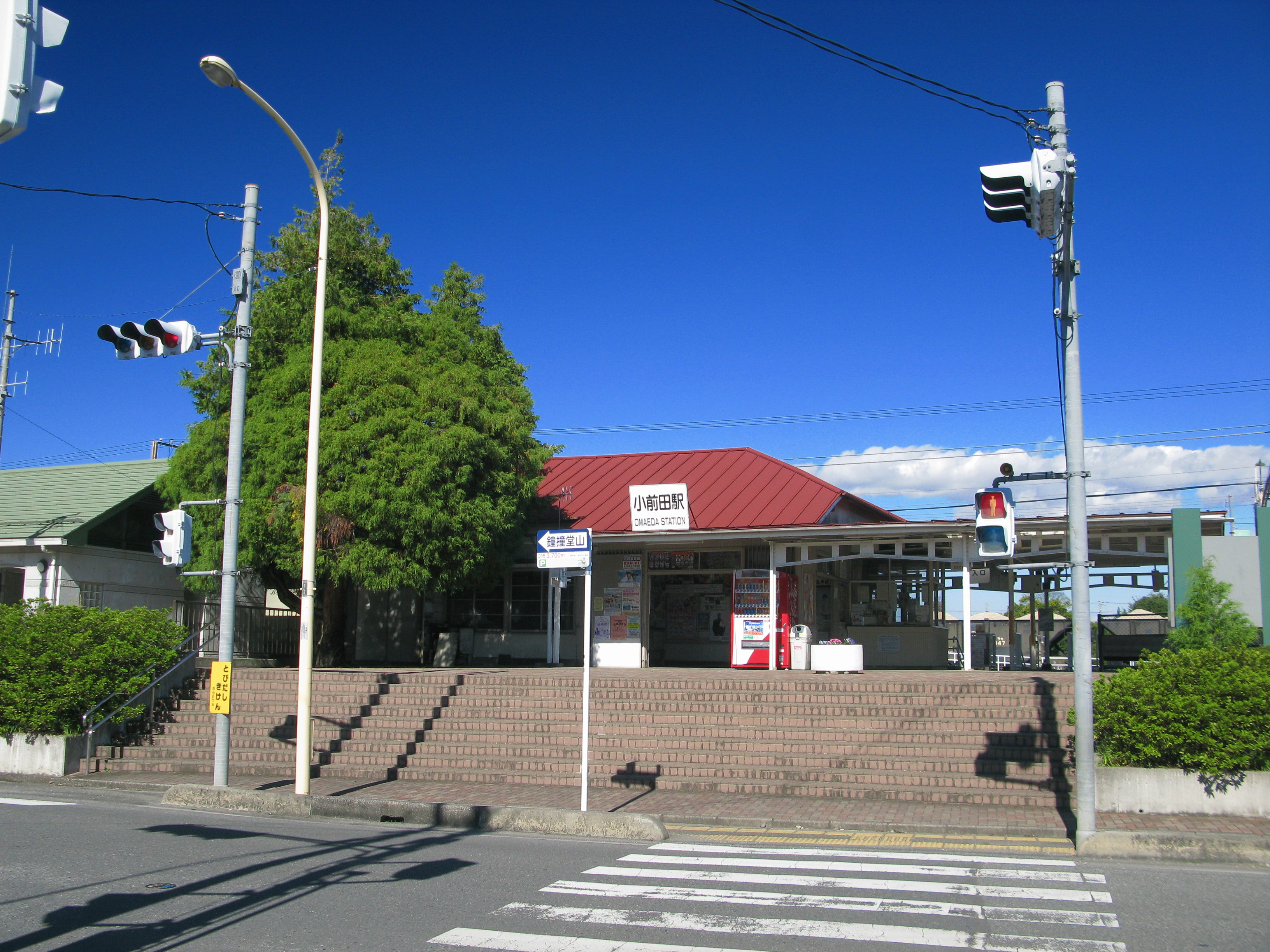
小前田駅

- 合併で深谷市となった12年後の2018年（平成30年）10月20日、秩父鉄道：永田駅 - 小前田駅間の黒田地区に「ふかや花園駅」と旧町名を冠した駅が新設され開業した。

### 路線バス
- 深谷駅 - （花園町内3ヶ所） - 玉淀駅 - 寄居駅入口 - 寄居車庫 （武蔵観光バス）
- 本庄駅 - （花園町内1ヶ所） - 玉淀駅 - 寄居駅入口 - 寄居車庫 （武蔵観光バス）

### 道路
- 高速道路
  - 関越自動車道 花園インターチェンジ
- 一般国道
  - 国道140号（埼玉県道31号本庄寄居線と重複）（道の駅はなぞの）
  - 国道254号
- 県道
  - 埼玉県道62号深谷寄居線
  - 埼玉県道86号花園本庄線

## 名所・旧跡・観光スポット・祭事・催事
- 旧北根代官所
- 黒田古墳群出土大刀型埴輪
- 長谷部家文書
- 小前田諏訪神社大祭 小前田屋台囃子
- アルエット祭り
- 黒田ささら獅子舞

## 出身有名人
- ゴルゴ松本（タレント、TIMメンバー）

## 余談
「花園」をひらがなにすると「はなぞの」になるため、大手チェーン店が「〇〇(店名)花園店」とすると、「〇〇(店名)はなぞの店(謎の店)」と読める。実際持ち帰り寿司チェーン店の小僧寿しが「小僧寿しはなぞの店」と地名をひらがなにして出店をしていた事があり、「小僧寿しは謎の店」とも読めるため、ネットで話題になった事がある。なお「小僧寿しはなぞの店」は現存しない。